# رابرت هکس
رابرت هکس (به انگلیسی: Robert Hawkes) زادهٔ ۱۸ اکتبر ۱۸۸۰ بازیکن فوتبال اهل انگلستان که سابقهٔ بازی در تیم ملی فوتبال انگلستان را در کارنامهٔ خود دارد. وی در تاریخ ۱۶ فوریه ۱۹۰۷ نخستین بازی ملی خود را در مقابل تیم ملی فوتبال ایرلند انجام داد و با حضور در ۵ بازی ملی، در تاریخ ۱۳ ژوئن ۱۹۰۸ واپسین بازی ملی‌اش را در برابر تیم ملی فوتبال بوهم برگزار کرد.